# Dorotea d'Alexandria
Dorotea d'Alexandria (mort ca. 320) va ser una dona noble, morta com a màrtir i venerada per l'Església catòlica com a santa. Probablement, però, és una figura llegendària i no va existir en realitat, confonent-se en la seva llegenda elements de les de Caterina d'Alexandria i Dorotea de Cesarea.

## Historicitat i llegenda
Eusebi de Cesarea, a la Historia ecclesiastica (VIII, 14), narra que Maximí Daia era a Alexandria i conegué una noble dona cristiana, per la que va sentir-se fortament atret. La dona, famosa per la seva riquesa, saviesa i castedat, no va voler acceptar les seves pretensions i li va fer saber que preferia morir a pecar, ja que havia consagrat la seva virginitat a Déu. Havent fracassat, Maximí se'n venjà condemnant-la a l'exili i confiscant-li els béns o, segons altres fonts, a ésser decapitada.
Eusebi no diu el nom de la dona, però Rufí, sense fonament, ens diu que es deia Dorotea i que no va morir màrtir sinó que, en ésser exiliada, va marxar a Aràbia. A partir d'aquest relat llegendari, sense més proves històriques, alguns investigadors posteriors, com Cesare Baroni, van identificar aquesta Dorotea amb Caterina d'Alexandria, però d'altres van refusar aquesta atribució.
Cap al segle xvi, i confosa amb la santa Dorotea de Cesarea, va ser inclosa en alguns martirologis amb festivitat el 6 de febrer, com la santa homònima. No obstant això, no ha estat mai al Martirologi romà.